# Portugals grundlag
Portugals grundlag (portugisiska:Constituição da República Portuguesa) antogs den 25 april 1975 och ratificerades ett år senare den 25 april 1976 av Republikens församling (Assembleia da República). Ändringar infördes 1982, 1989, 1992, 1997, 2001, 2004 och 2005. Dokumentet består av 296 artiklar, innehållande 32 000 ord. Portugal har tidigare haft fyra konstitutioner från 1822, 1838, 1911 och 1933.